# Costantino Patrizi Naro
Costantino Patrizi Naro (né le 4 septembre 1798 à Sienne en grand-duché de Toscane et mort le 17 décembre 1876 à Rome) est un cardinal italien du XIXe siècle.

## Famille
Costantino Patrizi Naro est le fils du marquis Giovanni et de la princesse Cunégonde di Sassonia.

## Biographie
Costantino Patrizi Naro étudie au collège des protonotaires à Rome et devient docteur in utroque jure. Il devient auditeur à la Rote romaine. Il est nommé archevêque titulaire de Philippes (de) en 1828 et est consacré le 21 décembre de la même année par Carlo Odescalchi avec comme co-consécrateurs Lorenzo Girolamo Mattei et Daulo Augusto Foscolo (it). De 1829 à 1832, il est nonce apostolique au grand-duché de Toscane (en). Il est préfet de la Maison pontificale de 1832 à 1839. 
Le pape Grégoire XVI le crée cardinal in pectore lors du consistoire du 23 juin 1834. Sa création est publiée le 11 juillet 1836. 
De 1839 à 1841, Costantino Patrizi Naro est préfet de la Congrégation pour les évêques et de 1860 jusqu'à sa mort en 1876, il est secrétaire de la Congrégation pour la doctrine de la foi. Il est aussi vicaire de Rome de 1841 à 1876.
En 1845, il est nommé archiprêtre de Sainte-Marie-Majeure et en 1867, il devient archiprêtre de Saint-Jean-de-Latran jusqu'à sa mort.
Il participe au conclave de 1846, lors duquel Pie IX est élu comme pape. Avec sa nomination comme cardinal-évêque d'Ostie en 1870, il devient doyen du Collège des cardinaux primus inter pares. Son cardinalat dure 42 ans et 177 jours, de juin 1834 à décembre 1876.

## Succession apostolique
Costantino Patrizi Naro a ordonné les évêques suivants :
- Évêque Giuseppe Maria Castellani (de), O.S.A. (1839)
- Cardinal Giuseppe Pecci (1839)
- Évêque Pietro Raffaelli (1840)
- Évêque Mario Giuseppe Mirone (it) (1840)
- Évêque Nicola Sterlini (it) (1840)
- Archevêque Carlo Gigli (1840)
- Patriarche Giovanni Giuseppe Canali (it) (1840)
- Évêque Adriano Giampedi (1842)
- Évêque Martino Caliendi (1842)
- Évêque Mariano Marsico (1842)
- Évêque Gaetano Tigani (1842)
- Évêque Giuseppe Maria Galligari (1842)
- Évêque Giovanni Battista Ciofi (1843)
- Évêque Claudio Samuelli (1843)
- Évêque Manfredo Giovanni Battista Bellati (it) (1843)
- Évêque Giovanni Battista Rosani (de), Sch.P. (1844)
- Évêque Luigi Landi-Vittorj (1844)
- Évêque Michele Navazio (it) (1845)
- Archevêque Antonio Salomone (it) (1845)
- Archevêque Francesco Brigante Colonna (1845)
- Archevêque Alessandro Macioti (it) (1845)
- Évêque Giovanni Battista Pellei (1845)
- Évêque Pietro Paolo Trucchi (it), C.M. (1846)
- Archevêque Luigi Clementi (1846)
- Évêque Felice Cantimorri (it), O.F.M.Cap. (1846)
- Archevêque Domenico Ventura (it) (1846)
- Évêque Giuseppe Chiaromanni (1847)
- Évêque Nicola Rossi (1848)
- Évêque Francesco Agostini (1848)
- Évêque Amadio Zangari (it) (1848)
- Évêque Luigi Fantini (it) (1849)
- Évêque Antonio Novasconi (it) (1850)
- Archevêque Antonio Ligi Bussi (de), O.F.M.Conv. (1851)
- Évêque Salvatore Valentini (1851)
- Évêque Mattia Agostino Mengacci (it) (1851)
- Évêque Giovanni Giuseppe Longobardi (1852)
- Évêque Luigi Sodo (it) (1852)
- Cardinal Bartolomeo d'Avanzo (1852)
- Évêque Raffaele de Franco (it) (1852)
- Archevêque Filippo Gallo, C.M. (1852)
- Évêque Pietro Luigi Speranza (it) (1854)
- Évêque Niccola Bedini (de) (1854)
- Évêque Giacinto Maria Barberi, O.P. (1854)
- Archevêque Vincenzo Taglialatela (1854)
- Évêque Luigi Agazio (fi), O.F.M. (1854)
- Évêque Felice Romano (1854)
- Évêque Léon-François Sibour (1855)
- Évêque Giuseppe Palermo, O.S.A. (1855)
- Évêque Innocenzo Sannibale (fi) (1855)
- Archevêque Francesco Pedicini (it) (1855)
- Archevêque Pietro Rota (it) (1855)
- Cardinal Vincenzo Moretti (1856)
- Évêque François Marinelli, O.S.A. (1857)
- Évêque Filippo Vespasiani (1857)
- Évêque Clemente Fares (1857)
- Archevêque Gaetano Pace Forno (en), O.S.A. (1857)
- Cardinal Pietro Gianelli (1858)
- Évêque Giuseppe Marzorati (it) (1858)
- Évêque Antonio Maria Valenziani (1859)
- Évêque Charles Hyacinth Valerga (de), O.C.D. (1859)
- Évêque Giovanni Monetti (1860)
- Évêque Andjelik Juraj Bedenik (de), O.F.M.Cap. (1861)
- Évêque José María Covarrubias y Mejía (es) (1861)
- Évêque Francisco de la Concepción Ramírez y González, O.F.M. (1861)
- Archevêque Salvatore da Ozieri (it), O.F.M.Cap. (1862)
- Archevêque Martial-Guillaume-Marie Testard du Cosquer (1863)
- Archevêque Antonio Giuseppe Pluym (pl), C.P. (1863)
- Cardinal Giuseppe Berardi (1863)
- Archevêque Joachim-Hyacinthe Gonin, O.P. (1863)
- Évêque Michael Adrian Hankinson, O.S.B. (1863)
- Archevêque Paolo Micallef (it), O.S.A. (1864)
- Cardinal Ruggero Luigi Emidio Antici Mattei (1866)
- Archevêque Frédéric-François-Xavier Ghislain de Mérode (1866)
- Évêque Annibale Barabesi (1867)
- Archevêque Giuseppe Aggarbati (gl), O.S.A. (1867)
- Évêque Tommaso Gallucci (1867)
- Archevêque Filippo Manetti (1867)
- Archevêque Concetto Focaccetti (1867)
- Évêque Gaetano Franceschini (1867)
- Évêque Raffaele Corradi, O.C.D. (1868)
- Cardinal Giacomo Cattani (1868)
- Archevêque Giuseppe Angelini (de) (1869)
- Cardinal Serafino Vannutelli (1869)
- Cardinal Giuseppe Milesi Pironi Ferretti (1870)
- Archevêque Giacinto Maria Giuseppe de Ferrari (it), O.P. (1870)
- Cardinal Luigi Serafini (1870)
- Archevêque Ignatius Paoli (de), C.P. (1870)
- Cardinal Lucido Maria Parocchi (1871)
- Évêque Lorenzo Frescobaldi (1871)
- Archevêque Antonio Belli (1871)
- Évêque Niccola Sozzifanti (1871)
- Archevêque Corradino Maria Cavriani (1871)
- Évêque Pietro Anacleto Siboni (1871)
- Évêque Domenico Maria Gelmini (it) (1871)
- Évêque Francesco Sabbia (it) (1871)
- Évêque Nicola De Martino (it) (1871)
- Évêque Giovanni Acquaviva, C.O. (1871)
- Évêque Emiliano Manacorda (1871)
- Évêque Luigi Vaccari (de), O.S.B. (1871)
- Évêque Eugenio Cano (1872)
- Évêque Giovanni Battista Laparelli Pitti (1872)
- Évêque Federico Mascaretti, O.Carm. (1872)
- Archevêque Giuseppe Maria Guidelli (1872)
- Archevêque Giuseppe Caiazzo, O.S.A. (1873)
- Évêque Antonio Sena (1873)
- Évêque Francesco Tavani (de) (1873)
- Évêque Placido Pozzi (1873)
- Évêque Venanzio Mobili (1874)
- Cardinal Ludovico Jacobini (1874)
- Archevêque Eugenio Cecconi (1875)
- Évêque Raffaele Mezzetti (1875)
- Archevêque Pio Alberto del Corona, O.P. (1875)
- Évêque Domenico Pietromarchi (1875)
- Évêque Luigi Raffaele Zampetti (1875)
- Évêque Vitale Galli (1875)
- Archevêque Felix-Marie de Neckere (1875)
- Archevêque Giovanni Battista Paolucci (it) (1876)